# Huari

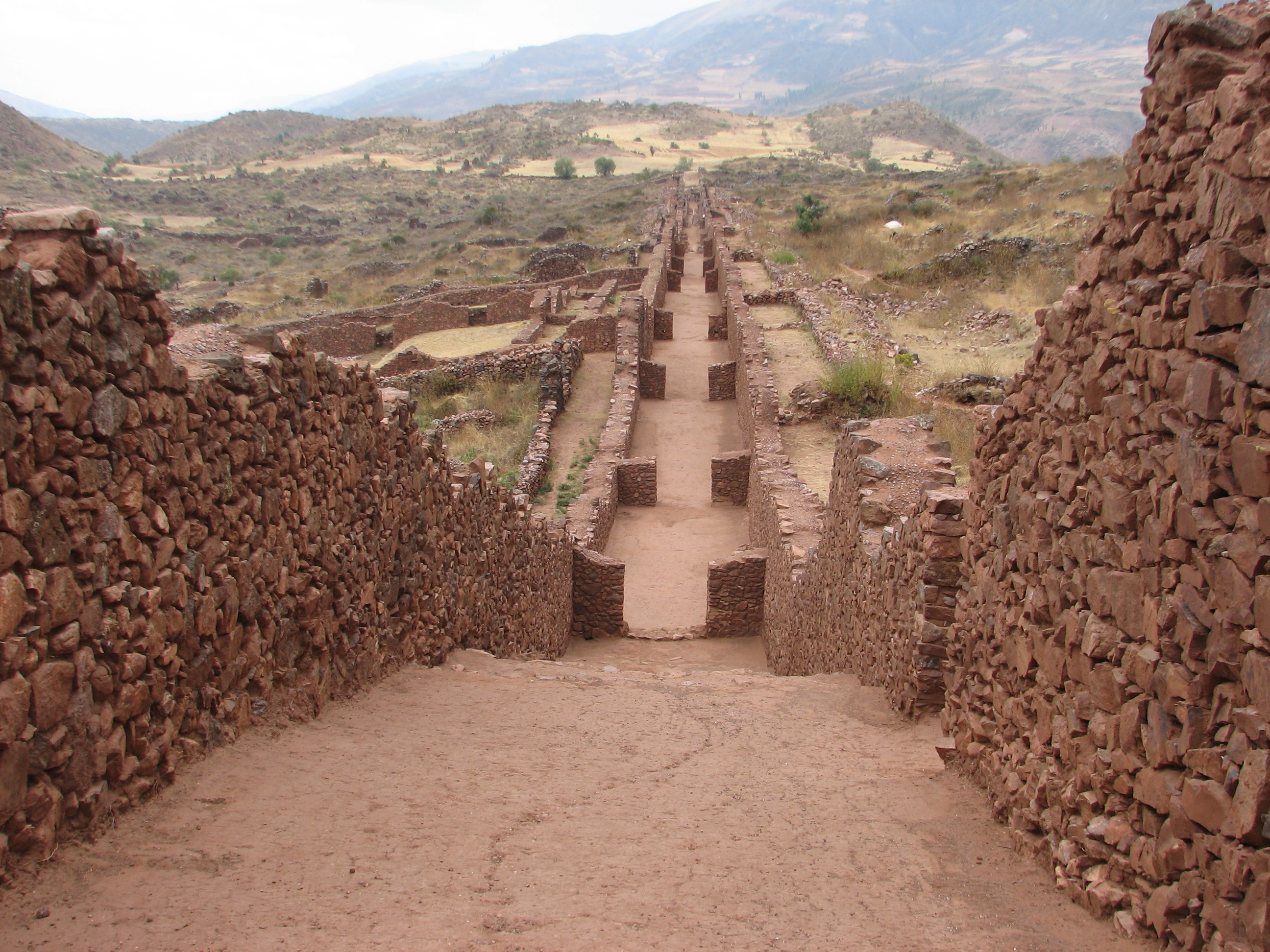
Centro amministrativo di Pikillaqta

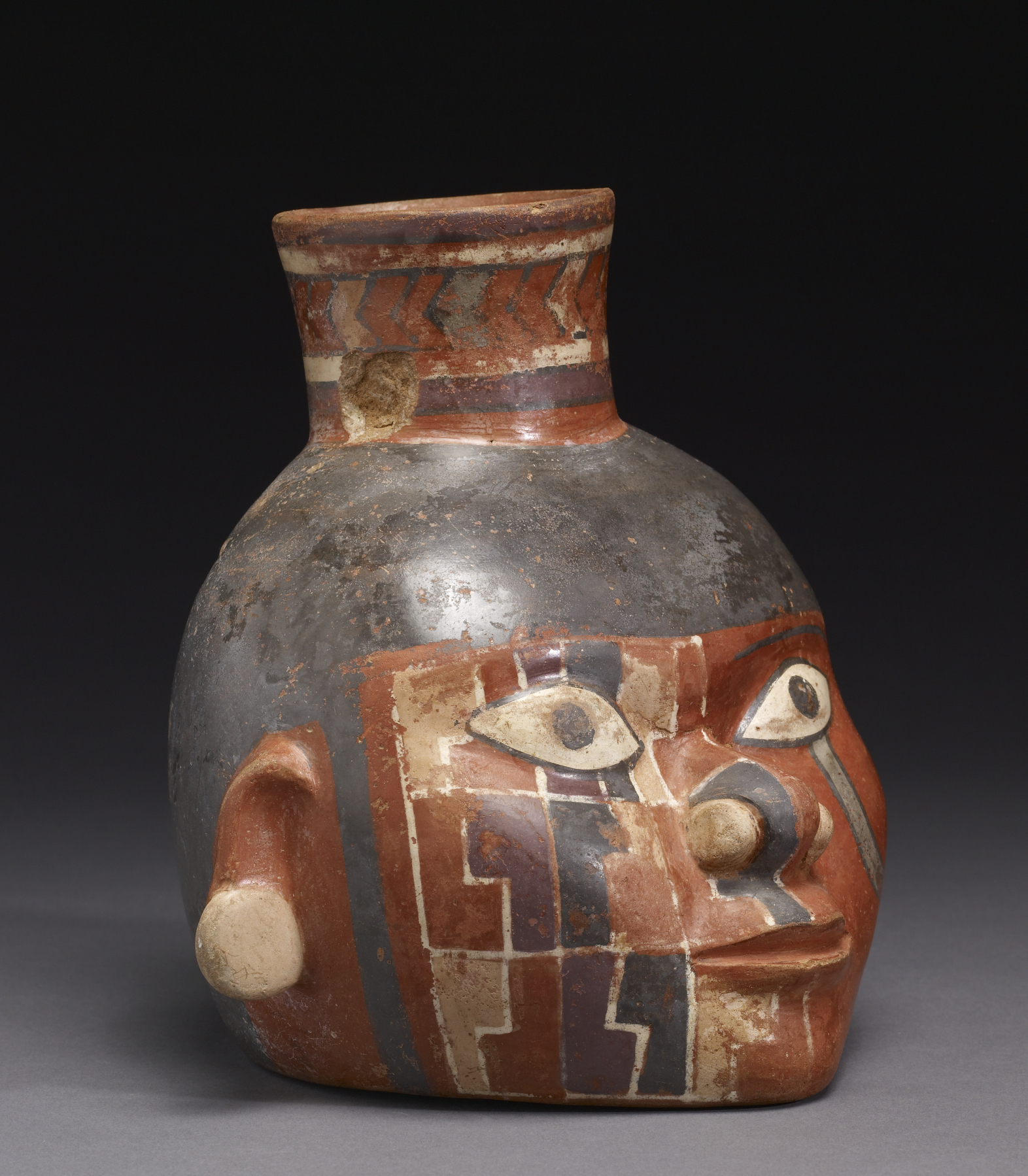
Pentola Wari

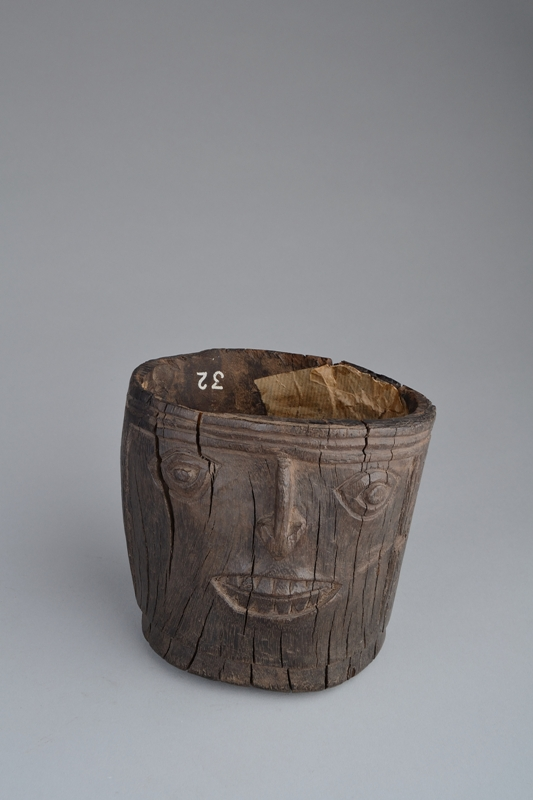
Quero o bicchiere in legno duro, rappresentante il viso di un personaggio dal naso a freccia, con gli occhi e i denti leggermente sporgenti che sembrano uscire da una maschera. Sul retro incisioni. Questo oggetto sembra una produzione locale che imita lo stile huari più classico.

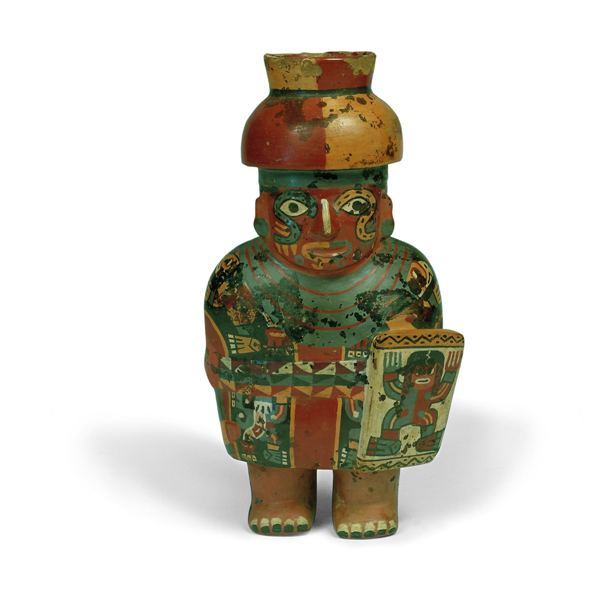
Vaso antropomorfo. Il vaso raffigura un guerriero con pitture facciali, un copricapo semisferico e una veste elaborata.

Gli Huari (o Wari) furono una civiltà preincaica, che fiorì sulle Ande, nel sud del moderno Perù, nel periodo chiamato medio orizzonte, precisamente tra il VI e il XIII secolo. La capitale dell'Impero Huari era situata vicino alla moderna città di Ayacucho, nell'attuale Perù. Questa città era il centro di una civiltà che copriva molti degli altopiani e delle coste del moderno Perù.
Dapprima estesero il loro territorio fino ad includere la città di Pachacamac, anche se sembra che questa sia rimasta pressoché autonoma. In seguito espansero il loro territorio tanto da inglobare molte delle terre della precedente civiltà dei Moche e di quella successiva dei Chimú.
La civiltà Huari fu contemporanea a quella di Tiahuanaco e artisticamente ne condivideva molti attributi. I contatti tra le due culture sembrano essere stati limitati ad un periodo di 50 anni, durante i quali ci furono sporadiche scaramucce riguardanti una miniera occupata per primi dai Tihuanaco. La miniera delimitava il confine tra le sfere di influenza delle due culture e gli Huari tentarono, senza successo, di assicurarsene il possesso in esclusiva.
L'impero Huari dal punto di vista architettonico stabiliva centri amministrativi distinti in molte delle sue province. Circa 300 anni dopo il collasso dell'impero Huari, il Tahuantinsuyu (ovvero l'Impero Inca) divenne il potere dominante nella regione andina.
Il terrazzamento dei campi praticato dagli Huari fu adottato dagli Inca per migliorare le attività produttive nelle loro terre. Gli Huari avevano un complesso ed esteso sistema stradale, che in seguito divenne parte del sistema stradale inca.
La cultura Wari si caratterizzò per complessi e interessanti creazioni artistiche. 
Nel villaggio di Huacauara vi sono otto litosculture o bassorilievi, originarie del tempio principale. 
Rappresentano figure umane dall'aspetto serio e tranquillo, vestite con mantelli ampi di stile cerimoniale e clericale. I più importanti resti artistici Wari sono però rappresentati dalla ceramica e dai tessuti.
Attraverso lo studio di queste creazioni artistiche si può comprendere nel dettaglio la vita e le tradizioni del popolo Wari.
Inizialmente la ceramica si caratterizzò per essere costituita da grandi vasi policromi, utilizzati per offerte rituali. Successivamente, le iconografie dominanti furono le cabezas trofeo (teste mozzate e mostrate come trofeo, per far conoscere ai nemici la loro temibilità), e il serpente, simbolo dell'inframondo. I colori principalmente usati furono il rosso vivo, il bianco e il grigio, spesso delineati dal nero.
Sono stati trovati anche grande vasi di stile Conchopata, Robles Moqo e Pacheco, di chiara influenza Tiahuanaco, caratterizzati dalla simbologia del Sole e decorati da immagini di Divinità e di piante medicinali. È frequente notare l'immagine sacra di Viracocha, il Creatore Supremo, così come si vede nella puerta del Sol, a Tiahuanaco, accompagnato da 4 figure maschili e 4 femminili. Molto importante infatti, nella cultura andina è la numerología, con il 4, l'8 e il 9, considerati numeri sacri. 
Durante gli scavi archeologici nei cimiteri Wari si sono trovate varie mummie avvolte in coperte di lana o cotone squisitamente decorate, nelle quali dominano il rosso, il bordeaux, e le figure geometriche.
Di tutti gli antichi tessuti trovati in Sud America quelli Wari sono i più elaborati e complessi, ed in essi si nota che i soggetti, sia antropomorfi che zoomorfi, sono modellati, stilizzati, fino ad essere resi quasi astratti.
Alla base dell'iconografia Wari vi è l'influenza della grandiosa civiltà dell'altopiano andino, che ebbe il suo fulcro in Tiahuanaco. 
Dominante nel tessuto Wari sono i simboli del Creatore, Viracocha, del Sole e delle montagne, considerate sacre perché da esse sgorga l'acqua, che dà la vita.
Nel 2013 viene ritrovata la prima tomba reale di questo popolo con tre regine inumate ed i loro rispettivi tesori: attrezzi da cucito in oro, orecchini in oro e argento, ciotole d'argento, asce rituali in bronzo, un calice in alabastro, contenitori per foglie di coca, ceramiche dai colori vivaci e altri oggetti..